# Een vrouw als Eva
Een vrouw als Eva é um filme de drama neerlandês de 1979 dirigido e escrito por Nouchka van Brakel. Foi selecionado como representante dos Países Baixos à edição do Oscar 1980, organizada pela Academia de Artes e Ciências Cinematográficas.

## Elenco
- Monique van de Ven - Eve
- Maria Schneider - Liliane
- Marijke Merckens - Sonja
- Peter Faber - Ad
- Renée Soutendijk - Sigrid
- Anna Knaup - Britta
- Mike Bendig - Sander
- Truus Dekker - Mãe
- Helen van Meurs